# Aki Karvonen
Aki Karvonen (n. 31 august 1957, Valtimo, Kuopio Province⁠(d), Finlanda) este un schior de fond ce a reprezentat Finlanda, medaliat olimpic. A participat la o ediție a Jocurilor Olimpice (1984) în care a câștigat o medalie de argint și o medalie de bronz.